# Andreas Otto (Physiker)
Andreas Otto (* 23. Oktober 1936 in Dresden; † 10. Dezember 2018) war ein deutscher Festkörperphysiker (Oberflächenphysik). Er lehrte an der Heinrich-Heine-Universität Düsseldorf.
Otto studierte ab 1956 Physik an der Ludwig-Maximilians-Universität München mit dem Diplom 1962 und der Promotion 1965 (Plasmaschwingungen gebundener Elektronen: Der charakteristische Energieverlust von 3,6 eV in dünnen Silberfolien). Danach war er Assistent in München und als Post-Doktorand 1969/70 an der University of Western Australia in Perth. Nach der Habilitation in München (Oberflächen-Plasmaschwingungen angeregt durch Elektronen und Licht) war er dort ab 1973 Dozent. 1974 bis 1977 war er am Max-Planck-Institut für Festkörperforschung in Stuttgart und hatte ab 1977 den Lehrstuhl für Oberflächenwissenschaften an der Universität Düsseldorf inne. 2002 wurde er emeritiert.

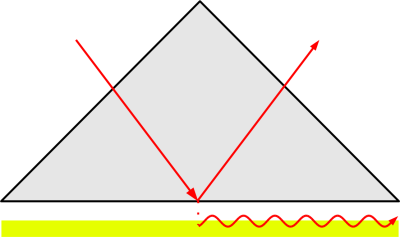
Otto-Konfiguration zur optischen Anregung und Untersuchung von Oberflächenplasmonen: Das Licht wird durch ein Glasprisma ein- und ausgekoppelt, wohingegen die Oberflächenplasmonen an der Oberfläche eines Metalls angeregt werden, welche durch eine sehr dünne Luftschicht vom Prisma getrennt ist.

1968 beschrieb er als Erster Oberflächenplasmon-Polaritonen (Surface Plasmon Polariton, SPP).
Die dabei verwandte Anordnung von Glasprisma und Metalloberfläche wird nach ihm als Otto-Anordnung oder Otto-Konfiguration bezeichnet.
1974 erhielt er den Walter-Schottky-Preis für die Untersuchung von Oberflächenanregungen in Festkörpern mit der Methode der abgeschwächten Totalreflexion (Attenuated total reflexion, ATR).
1986 war er Gastwissenschaftler am Fritz-Haber-Institut der Max-Planck-Gesellschaft in Berlin und an der Yale University, 1994 an der Universität Tōhoku und am National Institute of Advanced Interdisciplinary Research in Tsukuba und 1997 an der Universität Paris-Süd.
Als Mitglied des Arbeitskreises Energie der Deutschen Physikalischen Gesellschaft (DPG) war Otto Ko-Autor der Stellungnahmen der DPG zu Klimaschutz und Energieversorgung in Deutschland (2005) und Elektrizität: Schlüssel zu einem nachhaltigen und klimaverträglichen Energiesystem (2010). Im Januar 2006 setzte er sich mit einem öffentlichen Vortrag an der Xiamen-Universität für die Zusammenarbeit von China und Deutschland zur CO2-Reduzierung ein.